# Тлоинка
Тлоинка — река в России, протекает по территории Можгинского района Удмуртской Республики. Устье реки находится в 131 км по правому берегу реки Вала. Длина реки составляет 11 км, площадь водосборного бассейна 29,6 км².
Исток реки в деревне Малая Воложикья в 20 км к северо-востоку от города Можга. Река течёт на юг, протекает деревни Малая Воложикья и Бурмакино, ниже течёт по ненаселённому лесу. Впадает в Валу в 13 км к северо-востоку от города Можга.

## Данные водного реестра
По данным государственного водного реестра России относится к Камскому бассейновому округу, водохозяйственный участок реки — Вятка от водомерного поста посёлка городского типа Аркуль до города Вятские Поляны, речной подбассейн реки — Вятка. Речной бассейн реки — Кама.
Код объекта в государственном водном реестре — 10010300512111100039191.